# Huayllay

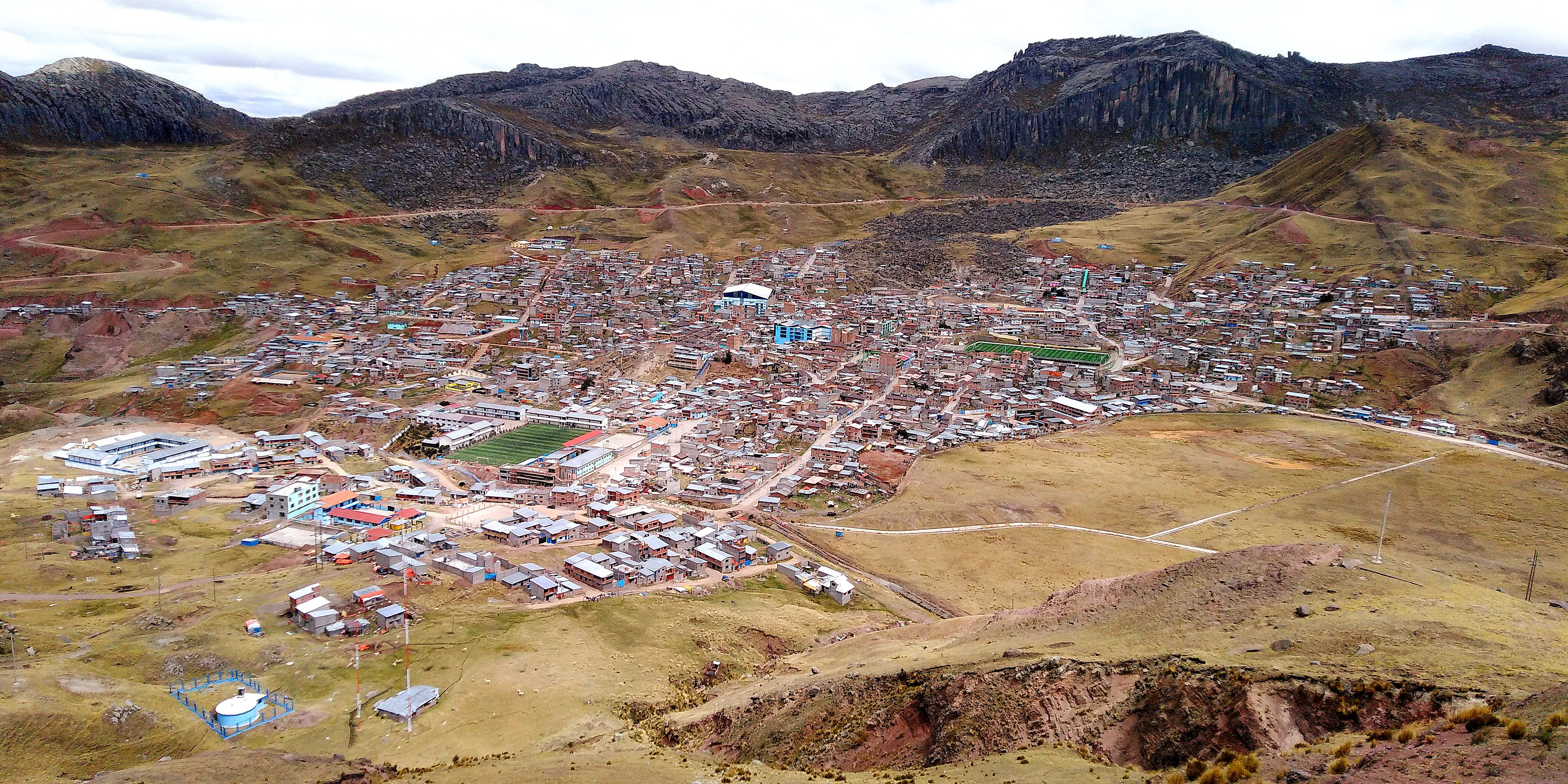
Huayllay - Año 2019

Huayllay (quechua: Wayllay) es una localidad peruana, capital del distrito homónimo ubicado en la provincia de Pasco en el departamento de Pasco. Se encuentra a una altitud de 4.340 m s. n. m., a 40 kilómetros de la ciudad de Cerro de Pasco. Tenía una población de 2389 habitantes en 1993. 
En los alrededores de su territorio se halla el bosque de piedras de Huayllay, donde la erosión ha esculpido en las rocas figuras que recuerdan formas humanas o animales.

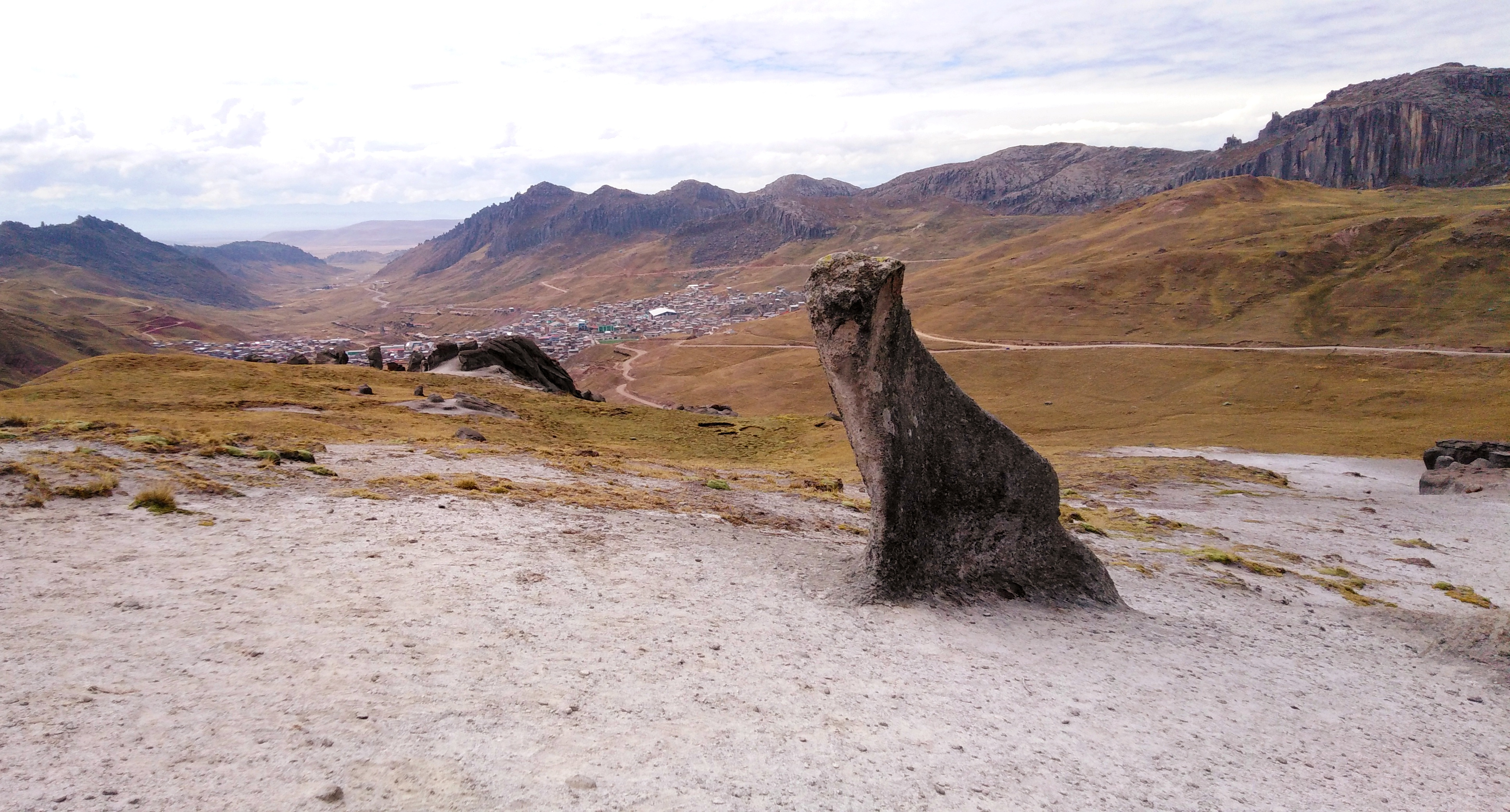
Figura pétrea El puma, y en el fondo el Distrito de Huayllay

## Clima

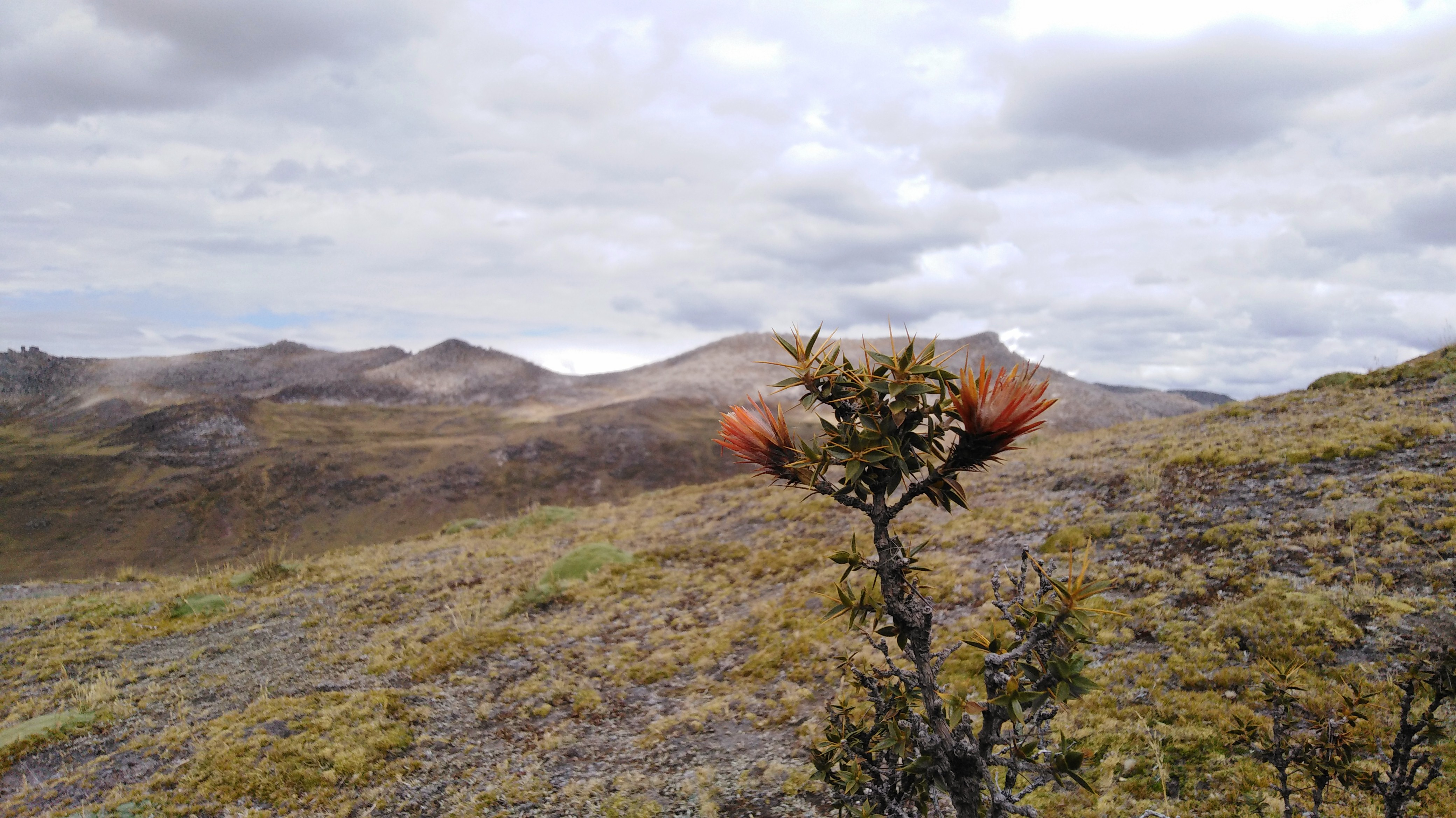
Flora cerca a la figura pétrea El puma. Huayllay

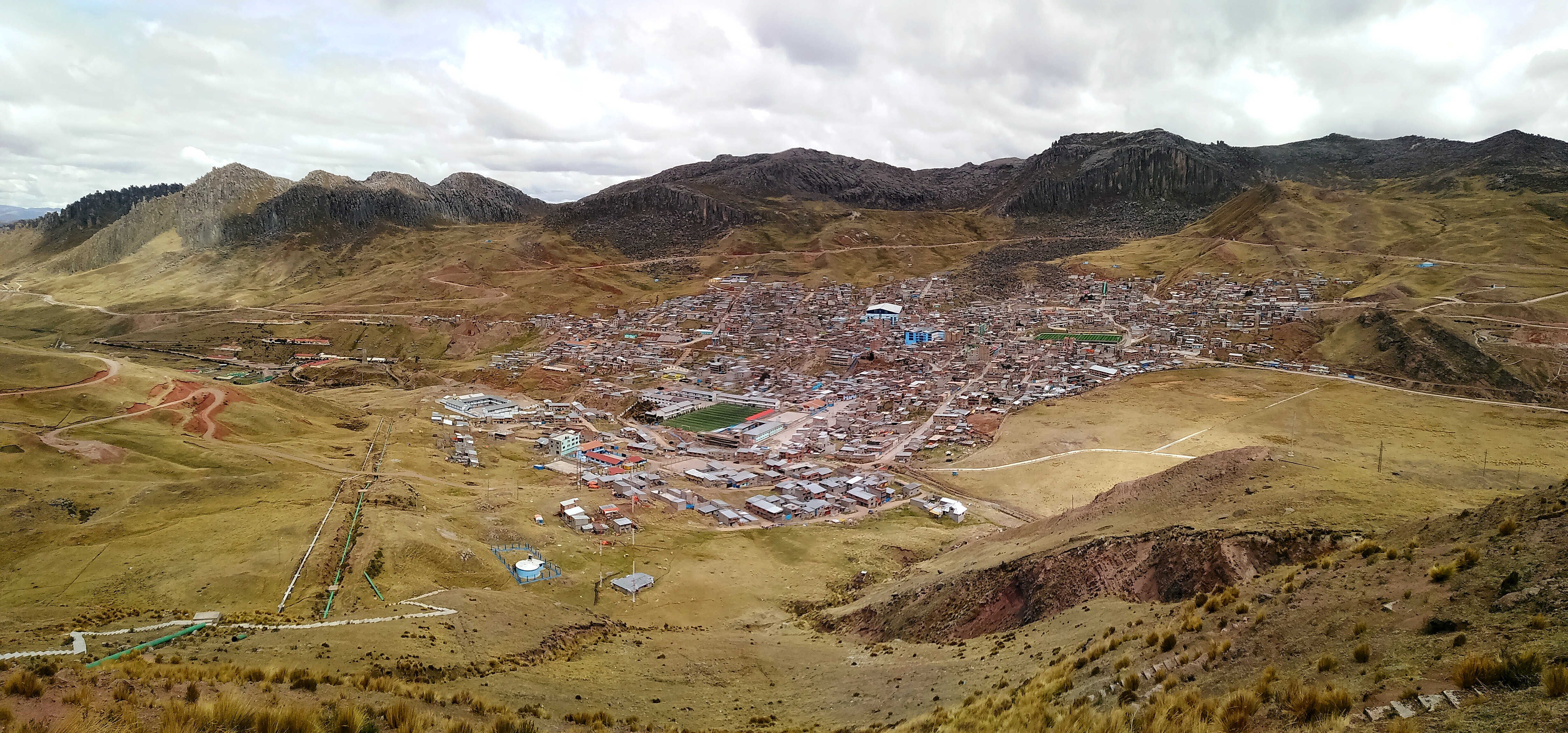
Huayllay Año 2019 - Fotografía panorámica

| Parámetros climáticos promedio de Huayllay | Parámetros climáticos promedio de Huayllay | Parámetros climáticos promedio de Huayllay | Parámetros climáticos promedio de Huayllay | Parámetros climáticos promedio de Huayllay | Parámetros climáticos promedio de Huayllay | Parámetros climáticos promedio de Huayllay | Parámetros climáticos promedio de Huayllay | Parámetros climáticos promedio de Huayllay | Parámetros climáticos promedio de Huayllay | Parámetros climáticos promedio de Huayllay | Parámetros climáticos promedio de Huayllay | Parámetros climáticos promedio de Huayllay | Parámetros climáticos promedio de Huayllay |
| Mes                                        | Ene.                                       | Feb.                                       | Mar.                                       | Abr.                                       | May.                                       | Jun.                                       | Jul.                                       | Ago.                                       | Sep.                                       | Oct.                                       | Nov.                                       | Dic.                                       | Anual                                      |
| ------------------------------------------ | ------------------------------------------ | ------------------------------------------ | ------------------------------------------ | ------------------------------------------ | ------------------------------------------ | ------------------------------------------ | ------------------------------------------ | ------------------------------------------ | ------------------------------------------ | ------------------------------------------ | ------------------------------------------ | ------------------------------------------ | ------------------------------------------ |
| Temp. máx. media (°C)                      | 11.2                                       | 10.3                                       | 10.7                                       | 11.9                                       | 11.1                                       | 11.4                                       | 11.3                                       | 11.5                                       | 10.8                                       | 11.2                                       | 11.4                                       | 11.8                                       | 11.2                                       |
| Temp. media (°C)                           | 5.5                                        | 5.2                                        | 5.3                                        | 5.3                                        | 4                                          | 3.1                                        | 3                                          | 3.4                                        | 3.9                                        | 4.5                                        | 4.7                                        | 5.2                                        | 4.4                                        |
| Temp. mín. media (°C)                      | -0.01                                      | 0.2                                        | 0                                          | -1.2                                       | -3.1                                       | -5.1                                       | -5.3                                       | -4.7                                       | -3                                         | -2.1                                       | -2                                         | -1.4                                       | -2.3                                       |
| Fuente: climate-data                       |                                            |                                            |                                            |                                            |                                            |                                            |                                            |                                            |                                            |                                            |                                            |                                            |                                            |

## Lugares de interés

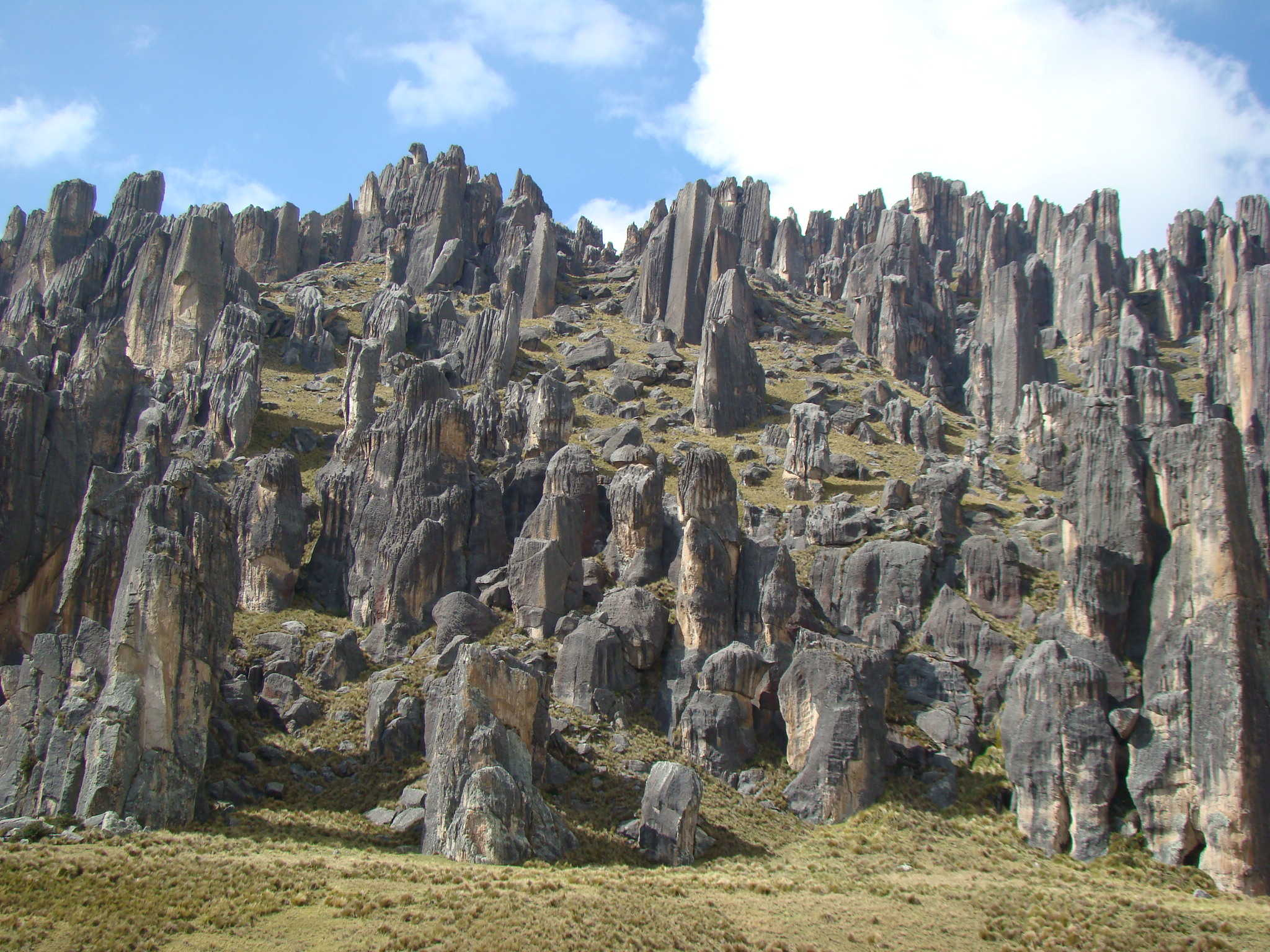
Santuario nacional de Huayllay

- Santuario nacional de Huayllay

## Ubicación
- Se El Distrito de Huayllay es uno de los trece distritos que conforman la Provincia de Pasco, está ubicada en el Departamento de Pasco, bajo la administración del Gobierno Regional de Pasco, Perú.

## Lugares turísticos
- Bosque de Rocas.